# Kalinka (Russisch volksliedje)
Kalinka is een Russisch volksliedje. Het is een van de bekendste Russische liedjes, hoewel het strikt gesproken geen echt volksliedje is, aangezien het lied pas in 1860 gecomponeerd is door de folklorist Ivan Petrovitsj Larionov (1830-1889). Het werd voor het eerst ten gehore gebracht in Saratov tijdens een theatervoorstelling die hij ook had gecomponeerd. Vervolgens werd het uitgevoerd door een koor. Zo kwam het dat Kalinka enorm populair werd, ook als danslied.
Kalinka is het verkleinwoord van kalina, de Russische benaming van  de Gelderse roos.

## Tekst

### Russisch
Калинка, калинка, калинка моя!

В саду ягода малинка, малинка моя!

Ах, под сосною, под зелёною,

Спать положите вы меня!

Ай-люли, люли, ай-люли, люли,

Спать положите вы меня.

Ах, сосёнушка ты зелёная,

Не шуми же надо мной!

Ай-люли, люли, ай-люли, люли,

Не шуми же надо мной!

Ах, красавица, душа-девица,

Полюби же ты меня!

Ай-люли, люли, ай-люли, люли,

Полюби же ты меня!

### Transcriptie
Kalinka, kalinka, kalinka moja!

V sadoe jagoda malinka, malinka moja!

Ach, pod sosnojoe, pod zelionojoe,

Spat' polozjite vy menja!

Aj-ljoeli, ljoeli, aj-ljoeli, ljoeli

Spat' polozjite vy menja.

Ach, sosionoesjka ty zelionaja,

Ne sjoemi zje nado mnoj!

Aj-ljoeli, ljoeli, aj-ljoeli, ljoeli

Ne sjoemi zje nado mnoj!

Ach, krasavitsa, doesja-devitsa,

Poljoebi zje ty menja!

Aj-ljoeli, ljoeli, ljoeli, ljoeli

Poljoebi zje ty menja!

### Nederlands
Gelders roosje, roosje, roosje van mij 

In de bessentuin, framboosje van mij

Ach, onder de pijnboom, onder de groene, 

Leg mij te slapen, 

Ah suja, suja, ah suja, suja

Leg mij te slapen

Ach, pijnboompje, jij groene, 

Ruis toch niet boven mij, 

Ah suja, suja, ah suja, suja

Ruis toch niet boven mij

Ach, schoonheid, mooie meid, 

Word toch verliefd op mij, 

Ah suja, suja, ah suja, suja

Word toch verliefd op mij